# Зигфрид VI фон Рункел
Зигфрид VI фон Рункел (на немски: Siegfried VI von Runkel, * ок. 1300/1327/; † 1342) от Дом Рункел е господар на Рункел.
Той е син на Дитрих II Тилман фон Рункел († 1352) и Агнес фон Даун († сл. 1331), дъщеря на Фридрих I фон Даун-Дом († 1323/1331) и Агнес фон Еш-Залм († 1312).
Внук е на Зигфрид V фон Рункел, господар на Вестербург († сл. 1289) и Маргарета фон Диц-Вайлнау († сл. 1277). Брат е на Фридрих I (fl 1331/1370), Хайнрих (fl 1331/1362), Уда (fl 1327) и на Маргарета, която е абатиса на Св. Томас на Кил 1360 г.

## Фамилия
Зигфрид VI се жени за Анна фон Диц (* ок. 1306, † сл. 1343), дъщеря на граф Готфрид III фон Диц, княз на Фалендар († 1348) и Агнес фон Изенбург († сл. 1274). Той има децата:
- Дитрих III фон Рункел († 1402), женен сл. 1375 г. за Юта фон Сайн († 1421)
- Фридрих II (* ок. 1347; † 24 юли 1375)
- Зигфрид VII (* ок. 1374; † сл. 1397)
- Йохан († сл. 1400) (извънбрачен)
- Агнес († сл. 1380) (извънбрачна)
- Хайнрих († сл. 1347)

Вдовицата му Анна фон Диц се омъжва втори път сл. 1342 г. за Емих III фон Насау-Хадамар († 1359).